# Prothioconazol
Prothioconazol ist ein Gemisch von zwei isomeren chemischen Verbindungen aus der Gruppe der Triazole, genauer der Triazolinthione.

## Gewinnung und Darstellung
Prothioconazol kann durch Reaktion des Grignard-Derivats von o-Chlorbenzylchlorid mit Chlormethyl-1-chlor-cyclopropylketon und 1,2,4-Triazol und Reaktion des entstehenden Zwischenproduktes mit n-Butyllithium und elementarem Schwefel (S8) gewonnen werden.

## Eigenschaften
Prothioconazol ist ein weißer geruchloser Feststoff, der praktisch unlöslich in Wasser ist. Das technische Produkt ist eine 1:1-Mischung der beiden Enantiomere.

## Verwendung
Prothioconazol wird als Fungizid verwendet. Die Verbindung wurde 2002 von Bayer auf den Markt gebracht, wurde 2004 zugelassen und wirkt durch Hemmung der Ergosterin-Biosynthese in den Zellmembranen.

## Zulassung
Prothioconazol wurde mit Wirkung zum 1. August 2008 in den Anhang I der Richtlinie 91/414/EWG aufgenommen und ist damit in der Europäischen Union ein für Anwendungen als Fungizid zulässiger Pflanzenschutzmittel-Wirkstoff.
In vielen Staaten der EU, unter anderem in Deutschland und Österreich, sowie in der Schweiz sind Pflanzenschutzmittel (z. B. die Beize EfA) mit diesem Wirkstoff zugelassen.